# Rivalité entre la JS Kabylie et le MC Oran
Cet article traite de la rivalité qui existe entre les deux clubs du Championnat d'Algérie de football que sont la Jeunesse sportive de Kabylie et le Mouloudia Club d'Oran.

## Comparaisons des titres
| Équipe     | Championnat | Coupe | Coupe de la Ligue | Supercoupe | Compétitions africaines | Compétitions maghrébines | Compétitions arabes | TOTAL |
| ---------- | ----------- | ----- | ----------------- | ---------- | ----------------------- | ------------------------ | ------------------- | ----- |
| JS Kabylie | 14          | 5     | 1                 | 1          | 7                       | 0                        | 0                   | 28    |
| MC Oran    | 4           | 4     | 1                 | 0          | 0                       | 0                        | 3                   | 12    |

## Match par match
| N°   | Date      | Rencontre                                                                            | Lieu                                                                                 | Score                                                                                | Buteurs                                                                              |                                                                                      |
| ---- | --------- | ------------------------------------------------------------------------------------ | ------------------------------------------------------------------------------------ | ------------------------------------------------------------------------------------ | ------------------------------------------------------------------------------------ | ------------------------------------------------------------------------------------ |
| 1er  | 1969-1970 | MC Oran - JS Kabylie                                                                 | Stade du 19 juin (Oran)                                                              | 3 - 1                                                                                | Nehari 5e, Mehdi 50e, Fréha 77e / Derridj 27e                                        |                                                                                      |
| 2e   | 1969-1970 | JS Kabylie - MC Oran                                                                 | Stade Oukil Ramdane (Tizi Ouzou)                                                     | 2 - 0                                                                                | Kouffi 12e (pen.), Derridj 65e                                                       |                                                                                      |
| 3e   | 1970-1971 | MC Oran - JS Kabylie                                                                 | Stade du 19 juin (Oran)                                                              | 4 - 1                                                                                | Fréha 6e 51e, H. Chaib 13e, Mehdi 27e / Djebbar 57e                                  |                                                                                      |
| 4e   | 1970-1971 | JS Kabylie - MC Oran                                                                 | Stade Oukil Ramdane (Tizi Ouzou)                                                     | 0 - 0                                                                                | —                                                                                    |                                                                                      |
| 5e   | 1971-1972 | MC Oran - JS Kawkabi                                                                 | Stade du 19 juin (Oran)                                                              | 3 - 1                                                                                |                                                                                      |                                                                                      |
| 6e   | 1971-1972 | JS Kawkabi - MC Oran                                                                 | Stade Oukil Ramdane (Tizi Ouzou)                                                     | 0 - 0                                                                                | —                                                                                    |                                                                                      |
| 7e   | 1972-1973 | MC Oran - JS Kawkabi                                                                 | Stade du 19 juin (Oran)                                                              | 2 - 2                                                                                |                                                                                      |                                                                                      |
| 8e   | 1972-1973 | JS Kawkabi - MC Oran                                                                 | Stade Oukil Ramdane (Tizi Ouzou)                                                     | 4 - 2                                                                                |                                                                                      |                                                                                      |
| 9e   | 1973-1974 | MC Oran - JS Kawkabi                                                                 | Stade du 19 juin (Oran)                                                              | 2 - 0                                                                                |                                                                                      |                                                                                      |
| 10e  | 1973-1974 | JS Kawkabi - MC Oran                                                                 | Stade Oukil Ramdane (Tizi Ouzou)                                                     | 1 - 0                                                                                |                                                                                      |                                                                                      |
| 11e  | 1974-1975 | JS Kawkabi - MC Oran                                                                 | Stade Oukil Ramdane (Tizi Ouzou)                                                     | 1 - 1                                                                                |                                                                                      |                                                                                      |
| 12e  | 1974-1975 | MC Oran - JS Kabylie                                                                 | Stade du 19 juin (Oran)                                                              | 3 - 1                                                                                |                                                                                      |                                                                                      |
| 13e  | 1975-1976 | JS Kawkabi - MC Oran                                                                 | Stade Oukil Ramdane (Tizi Ouzou)                                                     | 1 - 1                                                                                |                                                                                      |                                                                                      |
| 14e  | 1975-1976 | MC Oran - JS Kawkabi                                                                 | Stade du 19 juin (Oran)                                                              | 2 - 0                                                                                |                                                                                      |                                                                                      |
| 15e  | 1976-1977 | JS Kawkabi - MC Oran                                                                 | Stade Oukil Ramdane (Tizi Ouzou)                                                     | 3 - 2                                                                                |                                                                                      |                                                                                      |
| 16e  | 1976-1977 | MC Oran - JS Kawkabi                                                                 | Stade du 19 juin (Oran)                                                              | 3 - 2                                                                                |                                                                                      |                                                                                      |
| 17e  | 1977-1978 | MP Oran - JE Tizi Ouzou                                                              | Stade du 19 juin (Oran)                                                              | 0 - 0                                                                                | —                                                                                    |                                                                                      |
| 18e  | 1977-1978 | JE Tizi Ouzou - MP Oran                                                              | Stade du 1er novembre 1954 (Tizi Ouzou)                                              | 2 - 2                                                                                |                                                                                      |                                                                                      |
| 19e  | 1978-1979 | JE Tizi Ouzou - MP Oran                                                              | Stade du 1er novembre 1954 (Tizi Ouzou)                                              | 2 - 0                                                                                |                                                                                      |                                                                                      |
| 20e  | 1978-1979 | MP Oran - JE Tizi Ouzou                                                              | Stade du 19 juin (Oran)                                                              | 1 - 0                                                                                | Zaoui                                                                                |                                                                                      |
| 21e  | 1979-1980 | MP Oran - JE Tizi Ouzou                                                              | Stade du 19 juin (Oran)                                                              | 0 - 0                                                                                | —                                                                                    |                                                                                      |
| 22e  | 1979-1980 | JE Tizi Ouzou - MP Oran                                                              | Stade du 1er novembre 1954 (Tizi Ouzou)                                              | 2 - 2                                                                                |                                                                                      |                                                                                      |
| 23e  | 1980-1981 | JE Tizi Ouzou - MP Oran                                                              | Stade du 1er novembre 1954 (Tizi Ouzou)                                              | 2 - 1                                                                                |                                                                                      |                                                                                      |
| 24e  | 1980-1981 | MP Oran - JE Tizi Ouzou                                                              | Stade du 19 juin (Oran)                                                              | 1 - 0                                                                                |                                                                                      |                                                                                      |
| 25e  | 1981-1982 | MP Oran - JE Tizi Ouzou                                                              | Stade du 19 juin (Oran)                                                              | 0 - 1                                                                                | Bahbouh 88e                                                                          |                                                                                      |
| 26e  | 1981-1982 | JE Tizi Ouzou - MP Oran                                                              | Stade du 1er novembre 1954 (Tizi Ouzou)                                              | 2 - 0                                                                                | Menad , Bahbouh                                                                      |                                                                                      |
| 27e  | 1982-1983 | JE Tizi Ouzou - MP Oran                                                              | Stade du 1er novembre 1954 (Tizi Ouzou)                                              | 2 - 0                                                                                | Aouis , Baris                                                                        |                                                                                      |
| 28e  | 1982-1983 | MP Oran - JE Tizi Ouzou                                                              | Stade du 19 juin (Oran)                                                              | 0 - 0                                                                                | —                                                                                    |                                                                                      |
| 29e  | 1983-1984 | JE Tizi Ouzou - MP Oran                                                              | Stade du 1er novembre 1954 (Tizi Ouzou)                                              | 3 - 1                                                                                |                                                                                      |                                                                                      |
| 30e  | 1983-1984 | MP Oran - JE Tizi Ouzou                                                              | Stade du 19 juin (Oran)                                                              | 1 - 0                                                                                |                                                                                      |                                                                                      |
| 31e  | 1984-1985 | MP Oran - JE Tizi Ouzou                                                              | Stade du 19 juin (Oran)                                                              | 1 - 0                                                                                |                                                                                      |                                                                                      |
| 32e  | 1984-1985 | JE Tizi Ouzou - MP Oran                                                              | Stade du 1er novembre 1954 (Tizi Ouzou)                                              | 4 - 1                                                                                |                                                                                      |                                                                                      |
| 33e  | 1985-1986 | JE Tizi Ouzou - MP Oran                                                              | Stade du 1er novembre 1954 (Tizi Ouzou)                                              | 2 - 1                                                                                | Bahbouh 49e, Bouiche 78e / Lakhal 84e                                                |                                                                                      |
| 34e  | 1985-1986 | MP Oran - JE Tizi Ouzou                                                              | Stade du 19 juin (Oran)                                                              | 0 - 2                                                                                | Menad 66e, Bouiche 73e                                                               |                                                                                      |
| 35e  | 1986-1987 | JE Tizi Ouzou - MP Oran                                                              | Stade du 1er novembre 1954 (Tizi Ouzou)                                              | 6 - 2                                                                                | Bouiche , ... / Sebbah                                                               |                                                                                      |
| 36e  | 1986-1987 | MP Oran - JE Tizi Ouzou                                                              | Stade du 19 juin (Oran)                                                              | 1 - 0                                                                                | Ouanes 88e (pen.)                                                                    |                                                                                      |
| 37e  | 1987-1988 | JS Tizi Ouzou - M. Oran                                                              | Stade du 1er novembre 1954 (Tizi Ouzou)                                              | 0 - 0                                                                                | —                                                                                    |                                                                                      |
| 38e  | 1987-1988 | M. Oran - JS Tizi Ouzou                                                              | Stade du 19 juin (Oran)                                                              | 1 - 1                                                                                | Meziane / Bouiche                                                                    |                                                                                      |
| 39e  | 1988-1989 | JS Tizi Ouzou - M. Oran                                                              | Stade du 1er novembre 1954 (Tizi Ouzou)                                              | 1 - 0                                                                                |                                                                                      |                                                                                      |
| 40e  | 1988-1989 | M. Oran - JS Tizi Ouzou                                                              | Stade du 19 juin (Oran)                                                              | 2 - 0                                                                                |                                                                                      |                                                                                      |
| 41e  | 1989-1990 | MC Oran - JS Kabylie                                                                 | Stade 19 du juin (Oran)                                                              | 0 - 0                                                                                | —                                                                                    |                                                                                      |
| 42e  | 1989-1990 | JS Kabylie - MC Oran                                                                 | Stade du 1er novembre 1954 (Tizi Ouzou)                                              | 1 - 0                                                                                | Djahnit 69e                                                                          |                                                                                      |
| 43e  | 1990-1991 | JS Kabylie - MC Oran                                                                 | Stade du 1er novembre 1954 (Tizi Ouzou)                                              | 1 - 0                                                                                | Saïb 3e                                                                              |                                                                                      |
| 44e  | 1990-1991 | MC Oran - JS Kabylie                                                                 | Stade du 19 juin (Oran)                                                              | 0 - 0                                                                                | —                                                                                    |                                                                                      |
| 45e  | 1991-1992 | MC Oran - JS Kabylie                                                                 | Stade Habib Bouakeul (Oran)                                                          | 2 - 2                                                                                | Belatoui 27e (pen.), Tasfaout 68e / Hadj Adlane 63e 75e                              |                                                                                      |
| 46e  | 1991-1992 | JS Kabylie - MC Oran                                                                 | Stade du 1er novembre 1954 (Tizi Ouzou)                                              | 1 - 2                                                                                | Karouf 39e / Mecheri 7e Meziane 86e                                                  |                                                                                      |
| 47e  | 1992-1993 | MC Oran - JS Kabylie                                                                 | Stade Ahmed Zabana (Oran)                                                            | 2 - 1                                                                                | Tasfaout 6e 80e / Hadj Adlane 59e                                                    |                                                                                      |
| 48e  | 1992-1993 | JS Kabylie - MC Oran                                                                 | Stade du 1er novembre 1954 (Tizi Ouzou)                                              | 3 - 0                                                                                | Hadj Adlane 36e 87e, Benkaci 54e                                                     |                                                                                      |
| 49e  | 1993-1994 | JS Kabylie - MC Oran                                                                 | Stade du 1er novembre 1954 (Tizi Ouzou)                                              | 3 - 0                                                                                | Amaouche 44e, Benkaci 54e, Hadj Adlane 90e                                           |                                                                                      |
| 50e  | 1993-1994 | MC Oran - JS Kabylie                                                                 | Stade Ahmed Zabana (Oran)                                                            | 1 - 0                                                                                | Tlemçani 44e                                                                         |                                                                                      |
| 51e  | 1994-1995 | MC Oran - JS Kabylie                                                                 | Stade Habib Bouakeul (Oran)                                                          | 2 - 0                                                                                | Zerrouki 60e, Meziane 70e                                                            |                                                                                      |
| 52e  | 1994-1995 | JS Kabylie - MC Oran                                                                 | Stade du 1er novembre 1954 (Tizi Ouzou)                                              | 4 - 0                                                                                | Hadj Adlane 44e 63e 68e 89e                                                          |                                                                                      |
| 53e  | 1995-1996 | MC Oran - JS Kabylie                                                                 | Stade Habib Bouakeul (Oran)                                                          | 3 - 0                                                                                | Bendida 53e, Belatoui 65e (pen.), Haddou 86e                                         |                                                                                      |
| 54e  | 1995-1996 | JS Kabylie - MC Oran                                                                 | Stade du 1er novembre 1954 (Tizi Ouzou)                                              | 0 - 0                                                                                | —                                                                                    |                                                                                      |
| 55e  | 1996-1997 | JS Kabylie - MC Oran                                                                 | Stade du 1er novembre 1954 (Tizi Ouzou)                                              | 2 - 1                                                                                | Amrouche 56e, Boubrit 60e / Haddou 90e                                               |                                                                                      |
| 56e  | 1996-1997 | MC Oran - JS Kabylie                                                                 | Stade Ahmed Zabana (Oran)                                                            | 2 - 0                                                                                | Benzerga 49e, Meçabih 59e                                                            |                                                                                      |
| -    | 1997-1998 | Groupes différents : MCO en D1 Groupe A - JSK en D1 Groupe B                         | Groupes différents : MCO en D1 Groupe A - JSK en D1 Groupe B                         | Groupes différents : MCO en D1 Groupe A - JSK en D1 Groupe B                         | Groupes différents : MCO en D1 Groupe A - JSK en D1 Groupe B                         | Groupes différents : MCO en D1 Groupe A - JSK en D1 Groupe B                         |
| -    | 1998-1999 | Groupes différents : JSK en Super division Groupe A - MCO en Super division Groupe B | Groupes différents : JSK en Super division Groupe A - MCO en Super division Groupe B | Groupes différents : JSK en Super division Groupe A - MCO en Super division Groupe B | Groupes différents : JSK en Super division Groupe A - MCO en Super division Groupe B | Groupes différents : JSK en Super division Groupe A - MCO en Super division Groupe B |
| 57e  | 1999-2000 | MC Oran - JS Kabylie                                                                 | Stade Ahmed Zabana (Oran)                                                            | 1 - 1                                                                                | Amrane 16e / Gasmi 20e                                                               |                                                                                      |
| 58e  | 1999-2000 | JS Kabylie - MC Oran                                                                 | Stade du 1er novembre 1954 (Tizi Ouzou)                                              | 0 - 0                                                                                | —                                                                                    |                                                                                      |
| 59e  | 2000-2001 | MC Oran - JS Kabylie                                                                 | Stade Ahmed Zabana (Oran)                                                            | 1 - 0                                                                                | Acimi 90e (pen.) ()                                                                  |                                                                                      |
| 60e  | 2000-2001 | JS Kabylie - MC Oran                                                                 | Stade du 1er novembre 1954 (Tizi Ouzou)                                              | 1 - 0                                                                                | Moussouni 45e                                                                        |                                                                                      |
| 61e  | 2001-2002 | JS Kabylie - MC Oran                                                                 | Stade du 1er novembre 1954 (Tizi Ouzou)                                              | 2 - 0                                                                                | M. Dob 45e 61e                                                                       |                                                                                      |
| 62e  | 2001-2002 | MC Oran - JS Kabylie                                                                 | Stade Ahmed Zabana (Oran)                                                            | 0 - 0                                                                                | —                                                                                    |                                                                                      |
| 63e  | 2002-2003 | JS Kabylie - MC Oran                                                                 | Stade du 1er novembre 1954 (Tizi Ouzou)                                              | 0 - 1                                                                                | B. Daoud 90+2e                                                                       |                                                                                      |
| 64e  | 2002-2003 | MC Oran - JS Kabylie                                                                 | Stade Ahmed Zabana (Oran)                                                            | 0 - 1                                                                                | Saïb 61e                                                                             |                                                                                      |
| 65e  | 2003-2004 | MC Oran - JS Kabylie                                                                 | Stade Ahmed Zabana (Oran)                                                            | 1 - 1                                                                                | Haddou 78e (pen.) / Benayen 46e                                                      |                                                                                      |
| 66e  | 2003-2004 | JS Kabylie - MC Oran                                                                 | Stade du 1er novembre 1954 (Tizi Ouzou)                                              | 2 - 1                                                                                | Saïb 40e, Berguiga 76e / Moumen 13e                                                  |                                                                                      |
| 67e  | 2004-2005 | MC Oran - JS Kabylie                                                                 | Stade Habib Bouakeul (Oran)                                                          | 2 - 1                                                                                | S. Daoud 10e (pen.), Berradja 90e / Belkaïd 23e                                      |                                                                                      |
| 68e  | 2004-2005 | JS Kabylie - MC Oran                                                                 | Stade du 1er novembre 1954 (Tizi Ouzou)                                              | 1 - 0                                                                                | Endzanga 15e                                                                         |                                                                                      |
| 69e  | 2005-2006 | JS Kabylie - MC Oran                                                                 | Stade du 1er novembre 1954 (Tizi Ouzou)                                              | 3 - 1                                                                                | Berguiga 13e 61e 66e / Meddahi 10e                                                   |                                                                                      |
| 70e  | 2005-2006 | MC Oran - JS Kabylie                                                                 | Stade Ahmed Zabana (Oran)                                                            | 3 - 1                                                                                | S. Daoud 10e 70e, Boukessassa 37e / Boudjakdji 26e                                   |                                                                                      |
| 71e  | 2006-2007 | JS Kabylie - MC Oran                                                                 | Stade du 1er novembre 1954 (Tizi Ouzou)                                              | 2 - 1                                                                                | Dabo 81e Hamlaoui 88e / Meddahi 79e                                                  |                                                                                      |
| 72e  | 2006-2007 | MC Oran - JS Kabylie                                                                 | Stade Ahmed Zabana (Oran)                                                            | 1 - 0                                                                                | Boukessassa 72e                                                                      |                                                                                      |
| 73e  | 2007-2008 | MC Oran - JS Kabylie                                                                 | Stade Ahmed Zabana (Oran)                                                            | 1 - 2                                                                                | El Bahari 83e / Berramla 21e, Barry 25e                                              |                                                                                      |
| 74e  | 2007-2008 | JS Kabylie - MC Oran                                                                 | Stade du 1er novembre 1954 (Tizi Ouzou)                                              | 2 - 0                                                                                | Hemani 61e, Bachiri 83e (csc)                                                        |                                                                                      |
| -    | 2008-2009 | Divisions différentes : MC Oran en Division 2                                        | Divisions différentes : MC Oran en Division 2                                        | Divisions différentes : MC Oran en Division 2                                        | Divisions différentes : MC Oran en Division 2                                        | Divisions différentes : MC Oran en Division 2                                        |
| 75e  | 2009-2010 | JS Kabylie - MC Oran                                                                 | Stade du 1er novembre 1954 (Tizi Ouzou)                                              | 0 - 0                                                                                | —                                                                                    |                                                                                      |
| 76e  | 2009-2010 | MC Oran - JS Kabylie                                                                 | Stade Ahmed Zabana (Oran)                                                            | 0 - 1                                                                                | Hemitti 24e                                                                          |                                                                                      |
| 77e  | 2010-2011 | MC Oran - JS Kabylie                                                                 | Stade Ahmed Zabana (Oran)                                                            | 0 - 0                                                                                | —                                                                                    |                                                                                      |
| 78e  | 2010-2011 | JS Kabylie - MC Oran                                                                 | Stade du 1er novembre 1954 (Tizi Ouzou)                                              | 1 - 0                                                                                | Hemitti 51e                                                                          |                                                                                      |
| 79e  | 2011-2012 | MC Oran - JS Kabylie                                                                 | Stade Ahmed Zabana (Oran)                                                            | 1 - 2                                                                                | Korbiaa 66e / Boulemdaïs 25e, Hemani 27e                                             |                                                                                      |
| 80e  | 2011-2012 | JS Kabylie - MC Oran                                                                 | Stade du 1er novembre 1954 (Tizi Ouzou)                                              | 2 - 2                                                                                | Boulemdaïs 20e, Belkalem 54e / Bousehaba 82e, Aouadj 90e                             |                                                                                      |
| 81e  | 2012-2013 | JS Kabylie - MC Oran                                                                 | Stade du 1er novembre 1954 (Tizi Ouzou)                                              | 0 - 0                                                                                | —                                                                                    |                                                                                      |
| 82e  | 2012-2013 | MC Oran - JS Kabylie                                                                 | Stade Ahmed Zabana (Oran)                                                            | 1 - 1                                                                                | Achiou 40e / Maïza 45e                                                               |                                                                                      |
| 83e  | 2013-2014 | JS Kabylie - MC Oran                                                                 | Stade du 1er novembre 1954 (Tizi Ouzou)                                              | 2 - 0                                                                                | Aouadj 16e, Beziouen 90e                                                             |                                                                                      |
| 84e  | 2013-2014 | MC Oran - JS Kabylie                                                                 | Stade Ahmed Zabana (Oran)                                                            | 0 - 0                                                                                | —                                                                                    |                                                                                      |
| 85e  | 2014-2015 | MC Oran - JS Kabylie                                                                 | Stade Ahmed Zabana (Oran)                                                            | 0 - 2                                                                                | Ebossé 30e, Khalil 50e                                                               |                                                                                      |
| 86e  | 2014-2015 | JS Kabylie - MC Oran                                                                 | Stade du 1er novembre 1954 (Tizi Ouzou)                                              | 0 - 1                                                                                | Cherif 25e                                                                           |                                                                                      |
| 87e  | 2015-2016 | MC Oran - JS Kabylie                                                                 | Stade Ahmed Zabana (Oran)                                                            | 2 - 0                                                                                | Zaabia 62e, Nessakh 75e                                                              |                                                                                      |
| 88e  | 2015-2016 | JS Kabylie - MC Oran                                                                 | Stade du 1er novembre 1954 (Tizi Ouzou)                                              | 0 - 0                                                                                | —                                                                                    |                                                                                      |
| 89e  | 2016-2017 | JS Kabylie - MC Oran                                                                 | Stade du 1er novembre 1954 (Tizi Ouzou)                                              | 1 - 1                                                                                | Ferhani 90e / Souibaâh 25e                                                           |                                                                                      |
| 90e  | 2016-2017 | MC Oran - JS Kabylie                                                                 | Stade Ahmed Zabana (Oran)                                                            | 0 - 0                                                                                | —                                                                                    |                                                                                      |
| 91e  | 2017-2018 | JS Kabylie - MC Oran                                                                 | Stade du 1er novembre 1954 (Tizi Ouzou)                                              | 3 - 3                                                                                | Djabout 65e 69e 87e / Gharbi 9e, Tiaïba 18e, Freifer 59e                             |                                                                                      |
| 92e  | 2017-2018 | MC Oran - JS Kabylie                                                                 | Stade Ahmed Zabana (Oran)                                                            | 2 - 1                                                                                | Mekkaoui 21e, Benamara 61e / Mesbahi 72e                                             |                                                                                      |
| 93e  | 2018-2019 | MC Oran - JS Kabylie                                                                 | Stade Ahmed Zabana (Oran)                                                            | 0 - 0                                                                                | —                                                                                    |                                                                                      |
| 94e  | 2018-2019 | JS Kabylie - MC Oran                                                                 | Stade du 1er novembre 1954 (Tizi Ouzou)                                              | 4 - 2                                                                                | Abdul Razak 3e 58e, Chetti 43e, Hamroune 45e / Mansouri 12e (pen.) 81e (pen.)        |                                                                                      |
| 95e  | 2019-2020 | JS Kabylie - MC Oran                                                                 | Stade du 1er novembre 1954 (Tizi Ouzou)                                              | 1 - 0                                                                                | Saâdou 33e                                                                           |                                                                                      |
| -    | 2019-2020 | MC Oran - JS Kabylie                                                                 | Stade Ahmed Zabana (Oran)                                                            | Match non joué                                                                       | Match non joué                                                                       |                                                                                      |
| 96e  | 2020-2021 | MC Oran - JS Kabylie                                                                 | Stade Ahmed Zabana (Oran)                                                            | 0 - 0                                                                                | —                                                                                    |                                                                                      |
| 97e  | 2020-2021 | JS Kabylie - MC Oran                                                                 | Stade du 1er novembre 1954 (Tizi Ouzou)                                              | 0 - 1                                                                                | Mellal 44e (pen.)                                                                    |                                                                                      |
| 98e  | 2021-2022 | JS Kabylie - MC Oran                                                                 | Stade du 1er novembre 1954 (Tizi Ouzou)                                              | 1 - 0                                                                                | Chamseddine Harrag 30e (pen.)                                                        |                                                                                      |
| 99e  | 2021-2022 | MC Oran - JS Kabylie                                                                 | Stade Ahmed Zabana (Oran)                                                            | 0 - 0                                                                                | —                                                                                    |                                                                                      |
| 100e | 2022-2023 | MC Oran - JS Kabylie                                                                 | Stade Ahmed Zabana (Oran)                                                            | 2 - 1                                                                                | Benhamou 51e, Chadli 83e / Talah 58e                                                 |                                                                                      |
| 101e | 2022-2023 | JS Kabylie - MC Oran                                                                 | Stade du 1er novembre 1954 (Tizi Ouzou)                                              | 4 - 0                                                                                | Mouaki 12e (pen.), Adem Redjem 42e, Kouceila Boualia 60e 86e                         |                                                                                      |
| 102e | 2023-2024 | MC Oran - JS Kabylie                                                                 | Stade Ahmed Zabana (Oran)                                                            | 1 - 3                                                                                | Naâmani 76e / Boualia 60e, Berkane 62e, Mouaki 90+5e (pen.)                          |                                                                                      |
| 103e | 2023-2024 | JS Kabylie - MC Oran                                                                 | Stade du 1er novembre 1954 (Tizi Ouzou)                                              | 3 - 1                                                                                |                                                                                      |                                                                                      |
| 104e | 2024-2025 | MC Oran - JS Kabylie                                                                 | Stade Miloud-Hadefi (Bir El Djir)                                                    | 2 - 0                                                                                | Mammar 27e, Dahar 82e (pen.)                                                         |                                                                                      |
| 105e | 2024-2025 | JS Kabylie - MC Oran                                                                 | Stade Hocine-Aït-Ahmed (Tizi Ouzou)                                                  | 2 - 1                                                                                | Ivan Ignatiev 15e, Aimen Lahmeri 67e/Merouane Dahar 54e                              |                                                                                      |

## Coupe d'Algérie
| # | Saison             | Club 1        | Résultat            | Club 2        | Buteurs                                           | Date            | Stade                                  |
| - | ------------------ | ------------- | ------------------- | ------------- | ------------------------------------------------- | --------------- | -------------------------------------- |
| 1 | 1972-1973 (1/8 F)  | JS Kawkabi    | 3 - 3 Corners (6-2) | MC Oran       |                                                   | 18 mars 1973    | Stade du 5-Juillet, Alger              |
| 2 | 1977-1978 (1/16 F) | MP Oran       | 0 - 0ap (2-1)tab    | JE Tizi Ouzou | —                                                 | 12 février 1978 | Stade du 5-Juillet, Alger              |
| 3 | 1983-1984 (1/2 F)  | MP Oran       | 1 - 0               | JE Tizi Ouzou | Meziane 33e                                       | 11 mai 1984     | Stade du 17 juin, Constantine          |
| 4 | 1985-1986 (1/2 F)  | JE Tizi Ouzou | 2 - 1               | MP Oran       | Haffaf 7e, Menad 48e / Meziane 11e                | 11 avril 1986   | Stade du 17 juin, Constantine          |
| 5 | 1988-1989 (1/4 F)  | M. Oran       | 3 - 0               | JS Tizi Ouzou | -                                                 | 21 juin 1990    | Stade Mohamed-Boumezrag, Chlef         |
| 6 | 1991-1992 (1/4 F)  | JS Kabylie    | 2 - 1               | MC Oran       | Hadj Adlane 33e, Aït Tahar 65e / Mecheri 29e      | 21 mai 1992     | Stade Imam-Lyes, Médéa                 |
| 7 | 2006-2007 (1/4 F)  | JS Kabylie    | 2 - 2 t.a.b (6-5)   | MC Oran       | Dabo 33e, Abdeslam 90e / Berradja 28e, Haddou 62e | 24 mai 2007     | Stade Abdelkader Khellal, Aïn Defla    |
| 8 | 2010-2011 (1/2 F)  | JS Kabylie    | 2 - 1               | MC Oran       | Khelili 8e, Hamiti 83e / Berradja 22e             | 18 avril 2011   | Stade du 1er novembre 1954, Tizi Ouzou |
| 9 | 2013-2014 (1/4 F)  | JS Kabylie    | 1 - 0               | MC Oran       | Madi 80e                                          | 18 février 2014 | Stade du 1er novembre 1954, Tizi Ouzou |

## Supercoupe d'Algérie
| # | Saison | Club 1     | Résultat         | Club 2  | Buteurs                                            | Date              | Stade                     |
| - | ------ | ---------- | ---------------- | ------- | -------------------------------------------------- | ----------------- | ------------------------- |
| 1 | 1992   | JS Kabylie | 2 - 2 (6 - 5tab) | MC Oran | Hadj Adlane 21e 66e / Zerrouki 37e, Dali Yahia 81e | 1er novembre 1992 | Stade du 5-Juillet, Alger |

## Bilan
| Catégories           | Matches joués | Victoires JSK | Nuls | Victoires MCO | Buts JSK | Buts MCO |
| -------------------- | ------------- | ------------- | ---- | ------------- | -------- | -------- |
| Championnat          | 105           | 42            | 33   | 30            | 126      | 98       |
| Coupe d'Algérie      | 9             | 4             | 3    | 2             | 12       | 12       |
| Supercoupe d'Algérie | 1             | 0             | 1    | 0             | 2        | 2        |
| TOTAL                | 115           | 46            | 37   | 32            | 140      | 112      |

## Buteurs
Meilleur Buteur : Tarek Hadj Adlane (13 buts)

## Sources
- Grine, Hamid - Almanach du sport algérien (1962-1990), Éditions ANEP, Alger, 1990.
- Naïm, Adnane - 40 ans de football : L'histoire exemplaire d'un club algérien, Alger, 1987.
- Belahoucine, Lahcène - La Saga du football algérien, Éditions HIBR, Alger, 2010.
- Selhani, Ali - Archives du championnat algérien (1962-2016), Éditions Diwan, Constantine, 2018.